# Републикански път III-901
Републикански път IIІ-901 е третокласен път, част от Републиканската пътна мрежа на България, преминаващ изцяло по територията на Добричка област. Дължината му е 38,6 km.
Пътят се отклонява наляво при 24,1 km на Републикански път I-9 в югозападната част на град Шабла, преминава през центъра на града и се насочва на изток като достига до най-източната точка на България — нос Шабла. Там завива на юг и продължава покрай брега на Черно море като минава последователно през селата Тюленово и Камен бряг, от където се насочва на югозапад и през село Свети Никола достига до село Българево. След селото пътят продължава на северозапад, минава източно от град Каварна и североизточно от града отново се съединява с Републикански път I-9 при неговия 42,4 km.
| Пътища, отклоняващи се надясно (населено място, № на пътя, посока на пътя) | km   | Пътища, отклоняващи се наляво (посока на пътя, № на пътя, населено място) |
| -------------------------------------------------------------------------- | ---- | ------------------------------------------------------------------------- |
| Община Шабла, I-9, 24,1 km, гр. Шабла ←                                    | 0,0  | ← гр. Шабла, 24,1 km, I-9, Община Шабла                                   |
| нос Шабла                                                                  | 7,2  | нос Шабла                                                                 |
| (за с. Горун) общински път, с. Тюленово ←                                  | 12,6 | с. Тюленово                                                               |
| Община Каварна                                                             | 13,6 | Община Каварна                                                            |
| с. Камен бряг                                                              | 18,8 | с. Камен бряг                                                             |
| с. Свети Никола                                                            | 23,3 | с. Свети Никола                                                           |
| с. Българево                                                               | 30,8 | → с. Българево, общински път (за нос Калиакра)                            |
|                                                                            | 37,5 | → общински път (за гр. Каварна)                                           |
| (от ГКПП Дуранкулак) I-9, 42,4 km →                                        | 38,6 | → 42,4 km, I-9 (до ГКПП Малко Търново)                                    |